# David Ricardo Sánchez Guevara
David Ricardo Sánchez Guevara (México, D. F., 29 de diciembre de 1974) es un político mexicano, militante del Partido Revolucionario Institucional. Desde el 1 de enero de 2013 y hasta el 7 de enero de 2015 fungió como Presidente Municipal de Naucalpan de Juárez, tras suceder en el cargo a la anterior edil Azucena Olivares. Anteriormente, había sido Diputado por el XXII Distrito Electoral Federal del Estado de México por mayoría relativa, cuya cabecera se ubica en el municipio de Naucalpan de Juárez.
Fue elegido para ser diputado por el Distrito electoral federal 24 del estado de México pero no pudo tomar protesta al ser vinculado a proceso en el penal de alta seguridad de Otumba, en el estado de México, por el delito de peculado en contra del municipio de Naucalpan de Juárez; en primera instancia por la firma de cheques por un monto de 408 mil pesos por un andador que no se realizó y se reportó como hecho en San Rafael Chimalpa; dichos cheques incluirían la firma del tesorero municipal Alejandro Méndez, y en segunda por la "supuesta" compra de uniformes al SUTEYM, misma que no se llevó a cabo y representaría un desvío por 9 millones 136 mil 548 pesos.

## Biografía
Sánchez Guevara nació en la Ciudad de México el 29 de diciembre de 1974, estudio la carrera de Derecho en el Centro Universitario Hipócrates, fue diputado federal por el 22 Distrito Naucalpan de Juárez en la LXI Legislatura del Congreso de la Unión, donde participó en las comisiones de Economía, Relaciones Exteriores y Vigilancia de la Auditoría Superior de la Federación.

## Controversias
Durante su administración como presidente municipal, Sánchez Guevara fue fuertemente criticado tanto por la sociedad, como diversos medios de comunicación, por la inseguridad reinante en el municipio, siendo el segundo municipio más peligroso del Estado de México, así como por los problemas que enfrentó y dejó en el municipio; inundaciones desatendidas, por sus excesivos gastos en publicidad, viajes y otros. 

### Primer informe
Durante la rendición de su primer informe de actividades, fue severamente criticado ante el despilfarro de 2,200,000.00 de pesos para realizar un anunció que se exhibió en las 27 salas antes de las películas en los Cinemex de San Mateo y San Esteban por seis días.

### Despilfarro de recursos
Con la entrada de la administración que presidio Sánchez Guevara, se comenzó a despilfarrar el dinero de los naucalpenses según se mostró con la filmación del cortometraje de su primer informe, así como en los 1,386,000,000.00 de pesos para pagar su nómina a jóvenes sin experiencia y con amplios salarios. Llegándose a dudar de su capacidad para gobernar el municipio.

### Vídeos (afiliación obligatoria de policías y ciudadanos)
De forma anónima se difundieron dos vídeos inculpando a Sánchez Guevara de afiliar al PRI mediante mandato o compra de gente. En el primero se acusaba a Sánchez Guevara de obligar a todos los policías del municipio de Naucalpan a afiliarse al PRI y en el segundo, se le ve en compañía del entonces Director de Desarrollo Social, Jorge Enrique Martínez —quien posteriormente pasaría a ser Secretario del Ayuntamiento— y el presidente del PRI de Naucalpan, Fabián Gómez, repartiendo despensas a personas para también afiliarlos a dicho partido

### Galería de Baches
El 2 de julio de 2014, varios naucalpenses inauguraron, en forma de queja, la "galería del bache" en la explanada frente al Palacio Municipal. En ella se mostraron imágenes de algunos de los más de 11 mil hoyos que se había en ese entonces sobre el asfalto de calles y avenidas del municipio en lo que va de un año.
En dicha galería se muestran imágenes de los 60 baches más grandes de Naucalpan, que van de una longitud de 1.5 hasta 7 metros de largo. Es por ello que se ganó David el apodo de "David Baches".

### Controversia Brasil 2014
Fue duramente criticado por los naucalpenses y medios de comunicación al haber viajado al mundial de Brasil 2014 para ver el partido de México vs Holanda de los octavos de final, mientras que en el municipio sufría ya que el día anterior a este, había ocurrido en una de las zonas más pobres de Naucalpan, un deslave en el que murieron tres niños y un adulto. En un principio se rehusó a desmentir la información, pero ante la publicación de fotografías en las que aparecía acompañado de David Enrique Román y Jorge Enrique Martínez, Director de Desarrollo Económico y Director de Desarrollo Social (en ese entonces) respectivamente, se vio obligado a informar que si había asistido a dicho viaje, pero argumentando lo había hecho con recursos de él.
Posteriormente, durante la investigación por peculado se habría dado a conocer que Sánchez Guevara viajó al mundial de fútbol, en compañía de siete servidores públicos, entre los que se encontraban según el manifiesto de vuelo de la aeronave LJ45, matrícula XA-EFM,:
| Nombre                                         | Cargo                                                    | Nota |
| ---------------------------------------------- | -------------------------------------------------------- | --- |
| David Ricardo Sánchez Guevara                  | Presidente Municipal de Naucalpan de Juárez              | |
| Fabián Ricardo Gómez Calcaneo                  | Presidente PRI Naucalpan                                 | Habría fungido como Director de Buen Gobierno de Naucalpan de Juárez en la administración de Sánchez Guevara. |
| Federico Rojas Zepeda                          | Desconocido                                              | |
| Jorge Enrique Martínez Contreras               | Director de Desarrollo Social de Naucalpan de Juárez     | Posteriormente sería nombrado Secretario del Ayuntamiento de Naucalpan de Juárez por Claudia Oyoque.          |
| Jazmín (o Yazmín/Yasmín) Leticia Camacho Muñoz | Dueña Promocasting                                       | Habría trabajado en la Dirección de Comunicación Social de Naucalpan de Juárez como Jefa de Foto y Video.     |
| David Enrique Román González                   | Director de Desarrollo Económico de Naucalpan de Juárez  | Habría fungido como Secretario Particular en la administración de Sánchez Guevara.                            |
| Fernando Valdés del Pozo                       | Director General de Normatividad y Mercados de Naucalpan | |
| José Juan Vergara Millán                       | Segundo Síndico Municipal de Naucalpan de Juárez         | |

### Sanción Instituto Nacional Electoral
El 14 de enero de 2015, el periódico Reforma publicó que «el Consejo General del Instituto Nacional Electoral» habría acordado sancionar a Sánchez Guevara por violación reiterada de la Constitución al promoverse con la "Red Naucalpan". Dicha red, que comenzó en su campaña electoral y que posteriormente adoptó ese nombre en junio de 2014, servía para que los ciudadanos pudieran acceder a servicios públicos mediante el envío de mensajes de texto al número 46531, con su CURP o RFC.
En palabras de la consejera de dicho instituto, Sánchez Guevara se promocionó divulgando su nombre de la mano con los servicios públicos que por ley debían otorgarse:

"¿Qué es lo que se denuncia? Un conjunto de propagandas, de vínculos en la página del Ayuntamiento, de mensajes que se tienen que mandar telefónicamente para poder obtener servicios", comentó:

"¿Cuál es el detalle con toda esta propaganda? Para poder obtener los servicios, lo que los usuarios deben hacer es escribir una palabra, ¿qué palabra? 'David', siendo por supuesto el nombre propio del Presidente Municipal".

## Detención por peculado
El día 20 de agosto de 2015 se informó a las 23:07 del tiempo central de México (04:07 UTC) en el noticiero del periodista Joaquín López Doriga, y en redes sociales, que Sánchez Guevara habría sido detenido por el delito de peculado al arribar a su domicilio ubicado en Pedregal de Echegaray. Posteriormente, tras la detención, se informó que fue trasladado e ingresado al penal de Santiaguito en Almoloya de Juárez.
Al mediodía del 21 de agosto, el procurador del Estado de México, Alejandro Jaime Gómez Sánchez, informó que la detención derivaba una denuncia penal presentada por el Órgano Superior de Fiscalización del Estado de México, por malversar fondos del erario, situación que se descubrió tras auditar su gestión. Así mismo señaló que si bien, la misma no se desprendía del caso Ficrea, la investigación "seguía abierta" y podrían desprenderse otras del mismo.
Originalmente se mencionó que el delito del que se le acusaba sería derivado del "desfalco" de 60 millones de pesos en contra de las arcas del municipio (en particular de OAPAS) para invertirlos en Ficrea y otras instituciones.
El 26 de agosto por la noche (tiempo de México), tras vencerse el plazo de 144 horas para acreditar su inocencia y no haberlo logrado, el Juez, Arturo Eduardo Guadarrama, dictó el auto de vinculación a proceso a Sánchez Guevara tras, a su juicio encontrar, conducta dolosa en el daño a las arcas municipales al haber firmado, por una obra que no se realizó, consistente en la construcción de un andador en la comunidad de San Rafael Chimalpa, a la empresa Mimiaga Hernández SA de RL, cheques por 408 mil pesos, aunque el procurador aseguró sería por un monto de 600 millones de pesos.
Con dicha resolución, Sánchez Guevara se vería obligado a enfrentar el proceso desde la cárcel, haciendo imposible que tomase protesta al cargo de diputado federal el 1 de septiembre.
Tras durar 25 días en el penal de "santiaguito" en Almoloya de Juárez, Sánchez Guevara fue trasladado la noche del 14 de septiembre (algunas fuentes señalan el día 15) al penal de Tepachico en Otumba, Estado de México por "motivos de seguridad" al señalarse que Sánchez Guevara habría "vulnerado" la seguridad del penal tras encontrarle en su celda, un celular y un chip.
En conferencia de prensa, el procurador del Estado de México declaró que habría una nueva imputación contra el exedil por "varios millones de pesos"; los mismos serían faltantes de supuestas compra-venta o adquisición de materiales y servicios que se pagaron y no se recibieron. En la entrevista apuntó que Claudia Oyoque —presidenta sustituta de Naucalpan de Juárez— habría denunciado amenazas por parte de Sánchez Guevara, ya que este pretendería entorpecer las investigaciones del OSFEM ya que la suma faltante en las arcas del ayuntamiento durante su administración alcanzarían más de 400 millones de pesos, lo que habría llevado incluso a la PGJEM a suspender el desfile alegórico al 16 de septiembre por primera vez en Naucalpan.

### Videos Fantasma
En diciembre de 2014, Sánchez Guevara habría celebrado un contrato por un millón quinientos mil pesos con la empresa Promocastig S.A. de C.V., de la cual era socia Yasmín Camacho Muñoz, sin embargo, tras las auditorías celebradas por el OSFEM, no se habrían encontrado evidencias físicas o videos que acreditasen el pago de dicha cantidad. Además de esto, Camacho Muñoz habría fungido como jefa de departamento de foto y video en el Ayuntamiento de Naucalpan de Juárez.
Se señaló también que no se habría encontrado registro alguno (fotográfico o en vídeo) de las sesiones del Cabildo que se encargaba de videograbar junto a su hermana, Guadalupe Camacho Muñoz, quien habría fungido como jefa de departamento de la unidad de Comunicación Social del Ayuntamiento de Naucalpan de Juárez.

### Leticia Yasmín Camacho
Tras la detención de David Sánchez salió a la luz que este mantenía una "relación extramatrimonial" con Leticia (Jasmín/Jazmín/Yasmín/Yazmín) Camacho Muñoz. Ella habría sido quien se hizo pasar por "esposa" de Sánchez Guevara para así proveerle de un teléfono celular y un chip para mantener contacto con el exterior. Esto a la postre habría originado el cambio al penal de Otumba. 
Derivado de ello, el OSFEM habría tenido que auditar los contratos celebrados entre la administración de Sánchez Guevara y la empresa Promocasting, ya que algunos de estos se habrían firmado durante el 2014 mientras ella fungía como jefa de departamento. Con ello el procurador del Estado de México informó que las irregularidades encontradas durante la gestión de David Sánchez al frente del ayuntamiento serían por 60 millones de pesos, y que Camacho Muñoz sería investigada por "cohecho" y el "conflicto de intereses" originado por ello.

### Investigaciones a funcionarios y exfuncionarios
El día 28 de septiembre, el periódico Reforma dio a conocer que derivado de la investigación a Sánchez Guevara por peculado, la Procuraduría General de Justicia del Estado de México estaría investigando a 17 personas más involucradas. Estos serían:
| Nombre                                         | Cargo |
| ---------------------------------------------- | --- |
| Érika Peralta Lazo                             | esposa de David Sánchez Guevara                                                                                    |
| Alejandro Méndez Gutiérrez                     | Ex Tesorero de Naucalpan de Juárez                                                                                 |
| Fabián Ricardo Gómez Calcaneo                  | Presidente del PRI de Naucalpan de Juárez                                                                          |
| Elías Manuel Prieto López                      | Ex Titular del Organismo de Agua Potable, Alcantarillado y Saneamiento (OAPAS) de Naucalpan de Juárez.             |
| Carlos Alfredo Villalva Abarca                 | Ex Subdirector de Administración y Finanzas de OAPAS                                                               |
| Claudia Verónica Ayala Rodríguez               | Ex Consultora Jurídica de OAPAS                                                                                    |
| David Enrique Román González                   | Ex Director de Desarrollo y Fomento Económico de Naucalpan de Juárez y Ex Secretario Particular de Sánchez Guevara |
| Fernando Valdez del Pozo                       | Ex Director de Desarrollo y Fomento Económico de Naucalpan de Juárez                                               |
| Jazmín (o Yazmín/Yasmín) Leticia Camacho Muñoz | Dueña Promocasting                                                                                                 |
| Juan Carlos Fajardo Vargas                     | Gerente de Recursos Humanos de Naucalpan de Juárez                                                                 |
| Ricardo Fajardo Vargas                         | Jefe del Departamento de Personal de Naucalpan de Juárez                                                           |
| Omar Enrique Sánchez Díaz                      | Secretario Privado de Sánchez Guevara                                                                              |
| Lucía Jiménez García                           | Ex Jefa de Departamento de Presidencia de Naucalpan de Juárez                                                      |
| Jorge Enrique Martínez Contreras               | Ex Director de Desarrollo Social de Naucalpan de Juárez (actualmente Secretario del Ayuntamiento)                  |
| José Juan Vergara Millán                       | Segundo Síndico Municipal de Naucalpan de Juárez                                                                   |
| Federico Rojas Zepeda                          | |
| Juan de Dios Ledezma                           | |

De estos se habría solicitado a dependencias estatales y federales, los viajes, recursos económicos y registro de llamadas telefónicas que habrían hecho, así como se pidió a la Dirección del Registro Estatal de Vehículos dar a conocer que vehículos estarían a nombre de estos y al Instituto de la Función Registral, señalara si contaban con bienes muebles.
En posteriores declaraciones del procurador del estado Alejandro Gómez, recogidas por el semanario Proceso, este habría rechazado la información vertida por el periódico Reforma en cuanto a que dichas 17 personas estuviesen sujetas a investigación, pero recalcó que «todos los colaboradores cercanos del munícipe con licencia pueden ser objeto de indagatorias.»

### Acusación de peculado por uniformes
El domingo 27 de septiembre se informó a Sánchez Guevara de una nueva imputación por el delito de peculado: esta vez sería por la presunta compra de uniformes para el SUTEYM (Sindicato Único de Trabajadores de los Poderes Municipios e Instituciones Descentralizadas del Estado de México), mismos que no fueron entregados.
El monto por dicha compra se señaló estaría entre 9 y 11 millones de pesos y se había fijado fecha del 30 de septiembre para llevar a cabo la audiencia en donde se resolvería la vinculación (o no) a proceso para Sánchez Guevara. Finalmente, el 1 de octubre por la noche, recibiría el segundo auto de vinculación a proceso derivado de dicho quebranto.

## Familia
Estuvo casado y tiene 3 hijos.